# ベベ (歌手)

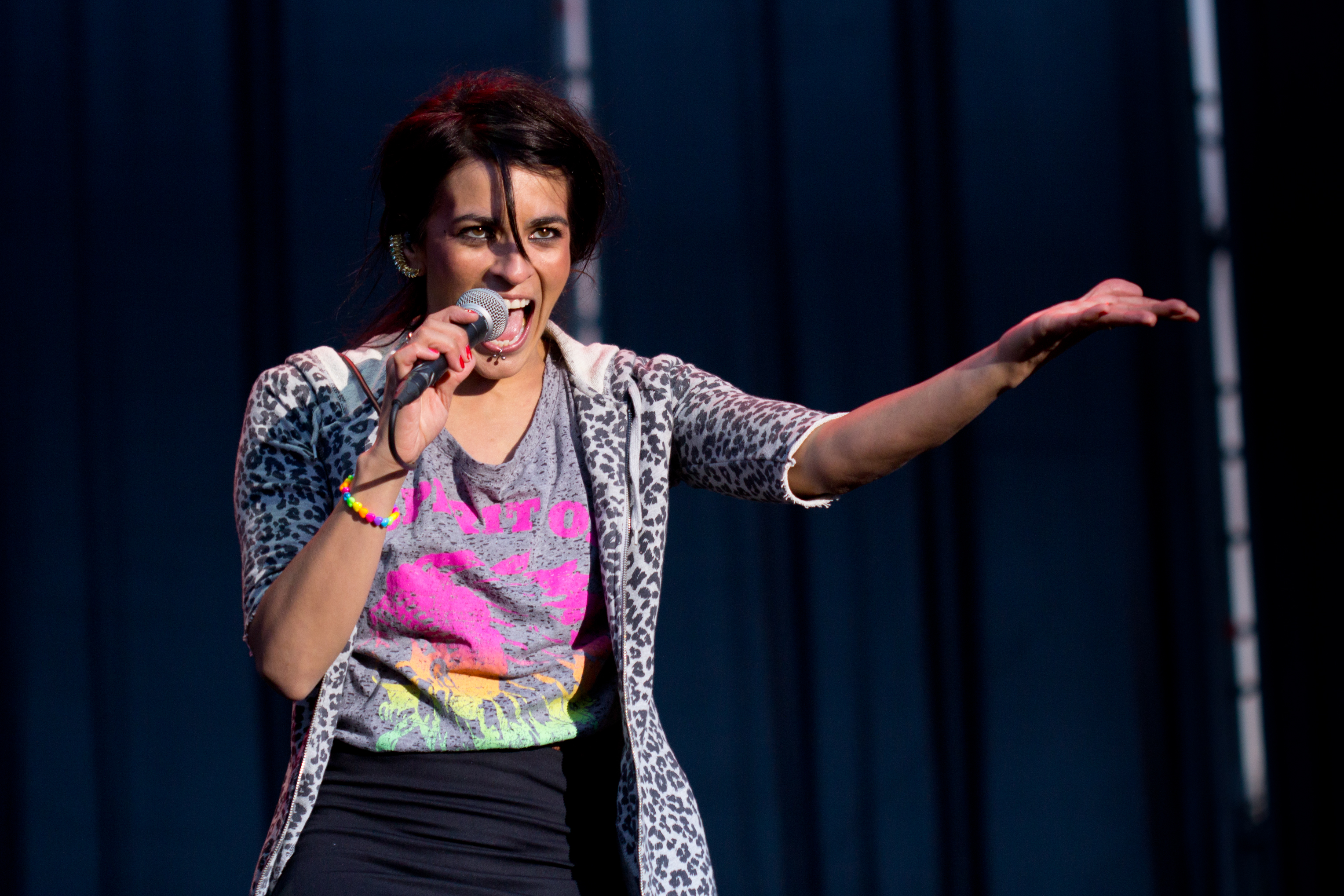
ベベ（2013年）

ベベ（Bebe, 本名：Nieves Rebolledo Vila, 1978年5月9日 - ）は、スペイン・バレンシア生まれのシンガーソングライター、女優。

## 経歴
- 2004年 - オンダス賞、新人アーティスト部門 受賞。
- 2004年 - プレミオス・デ・ラ・ムシカ、新人作曲者、新人アーティスト、最優秀ポップ・アルバム、最優秀ビデオ各部門 受賞。
- 2005年 - ラテン･グラミー賞、最優秀新人アーティスト部門 受賞。

## ディスコグラフィ
- 2004年 - Pafuera Telarañas （外へ蜘蛛の巣）
- 2009年 - Y punto